# Le Bizot
Le Bizot é uma comuna francesa na região administrativa de Borgonha-Franco-Condado, no departamento de Doubs. Estende-se por uma área de 7,85 km². Em 2010 a comuna tinha 316 habitantes (densidade: 40,3 hab./km²).